# Георг фон Вальдерзее (оберст)
Граф Георг Ернст Франц Генріх фон Вальдерзее (нім. Georg Ernst Franz Heinrich Graf von Waldersee; 22 жовтня 1824, Берлін — 30 жовтня 1870, Ле-Бурже) — німецький офіцер, оберст Прусської армії.

## Біографія
Георг був старшим із шести дітей майбутнього прусського генерала кінноти графа Франца фон Вальдерзее (1791—1873) та його дружини Берти Вільгельміни Фрідеріки, уродженої фон Гюнербайн (20 березня 1799, Берлін — 24 січня 1859, Позен), і старшим братом генерал-фельдмаршала та начальника Генерального штабу графа Альфреда фон Вальдерзее.
Вальдерзее приєднався до 1-го піхотного гвардійського полку Прусської армії у званні другого лейтенанта 12 серпня 1841 року. 2 грудня 1851 він був призначений ад'ютантом командування гвардійської піхоти і підвищений до першого лейтенанта 11 жовтня 1853 року. Потім було відрядження у Великий генштаб 30 жовтня 1855 року. Після підвищення до гауптмана Вальдерзее було призначено туди 22 квітня 1856 року. У середині липня 1858 року він приєднався до Генштабу 6-ї дивізії у Бранденбурзі-на-Гафелі. У званні майора його було переведено до Генштабу 3-го армійського корпусу на початку липня 1861 року. Під час війни з Данією Вальдерзее брав участь у штурмі редутів Дюппель та переправі до Альсу у 1864 році.
У середині грудня 1864 року Вальдерзее повернувся до Великого генштабу, а через пів року став командиром батальйону у гвардійському фузилерному полку і на цій посаді підвищений до оберстлейтенанта 18 червня 1865 року. У цій якості він успішно повів свій підрозділ проти австрійців у битвах при Кенігінгофі та Кеніггреці в 1866 році.
Після мирного договору його призначили начальником Генштабу 11-го армійського корпусу в Касселі 30 жовтня 1866 року та підвищили до оберста 18 квітня 1867 року. 13 січня 1870 року призначений командиром 4-го гвардійського гренадерського полку «Королева». У 1870 році Вальдерзее вирушив на війну з цим полком. Він був тяжко поранений у битві при Гравелотті. Після одужання брав участь в облозі Парижа і загинув при Ле-Бурже 30 жовтня 1870 року.

## Сім'я
27 жовтня 1856 року одружився з Лаурою фон Кноблаух (1836—1904). У пари народились сини Георг Фрідріх Вільгельм (1860—1932) і Франц Георг Курт Едуард (1862—1927).

## Нагороди
- Орден Святого Йоанна (Бранденбург), лицар справедливості
- Орден Червоного орла 4-го класу з мечами — за заслуги у війні з Данією.
- Орден Корони (Пруссія) 3-го класу з мечами — за заслуги у війні з Данією.
- Королівський орден дому Гогенцоллернів, лицарський хрест з мечами — за заслуги у війні з Австрією.
- Хрест «За вислугу років» (Пруссія) (25 років)
- Залізний хрест 2-го класу